# دس فاوست
دس فاوست (انگلیسی: Des Fawcett; January quarter 1905 – ۲۴ اکتبر ۱۹۶۸ (aged 63)) بازیکن فوتبال اهل بریتانیا بود.
از باشگاه‌هایی که در آن بازی کرده‌است می‌توان به باشگاه فوتبال منزفیلد تاون، باشگاه فوتبال یورک سیتی، باشگاه فوتبال پرستون نورث اند، باشگاه فوتبال دارلینگتون، باشگاه فوتبال نلسون، باشگاه فوتبال روچدیل، و باشگاه فوتبال میدلزبرو اشاره کرد.